# Faial
Faial è un'isola dell'arcipelago delle Azzorre con una superficie di 173 km². L'isola è anche chiamata Ilha Azul, l'"isola azzurra", dal poeta Raul Brandão a causa della grande quantità di ortensie presenti sull'isola.
La popolazione ammonta a circa 15.000 abitanti, capoluogo dell'isola è il comune di Horta composto da 13 freguesias.
L'isola ha origine vulcanica, il punto più elevato è il Cabeço Gordo (1043 m s.l.m.) la cui caldera ha un diametro di due chilometri ed è profonda circa 500 m.
Essendo a sua volta particolarmente prossima alla dorsale, Faial è soggetta a violente eruzioni vulcaniche. Nell'anno 1672 una grande eruzione causò la morte di diverse persone, mentre l'attività più recente risale al periodo tra il dicembre 1957 e il maggio 1958, quando un'eruzione provocò l'ampliamento della superficie dell'isola di circa 2,4 km², formando la Ponta dos Capelinhos. 
Nel 1998 un forte terremoto ha colpito l'isola creando diversi danni nei centri abitati.

## Vulcano Capelinhos
Il Capelinhos, vulcano monogenetico situato nell'estremo ovest dell'isola, può essere considerato come l'estremo punto occidentale del continente europeo, con coordinate 38°35′12″N 28°42′51″E. Questo primato è conteso dall'isolotto del Monchique, situato 220 km a nordovest, nei pressi dell'isola di Flores; esso, però, benché politicamente parte delle Azzorre, sorge sul lato occidentale della dorsale medio atlantica, il che lo rende geograficamente nordamericana.